# 34182 Sachan
34182 Sachan este o planetă minoră (asteroid) din centura de asteroizi. A fost descoperită pe 24 august 2000 la Experimental Test Site⁠(d) de Lincoln Near-Earth Asteroid Research. 
Obiectul prezintă o orbită caracterizată de o semiaxă mare de 2,6398701 UAi, o excentricitate de 0,07, o înclinație de 2,13502 ° în raport cu ecliptica.